# 新取手駅
新取手駅（しんとりでえき）は、茨城県取手市新取手一丁目にある関東鉄道常総線の駅である。

## 概要
当駅は取手市の北西部に位置し、とげぬき地蔵尊の最寄り駅である。

## 歴史
- 1968年（昭和43年）4月1日：開業[2]。
- 1982年（昭和57年）12月8日：当駅を含む寺原駅 - 南守谷駅間が複線化される[2]。
- 2003年（平成15年）12月3日：駅舎改築[4]。
- 2009年（平成21年）3月14日：ICカードPASMO供用開始[5][2]。
- 2010年（平成22年）9月1日：一部時間帯（10 - 16時）が駅員無配置となる[2][6]。
- 2013年（平成25年）5月16日：終日、駅員無配置となる[7]。

## 駅構造

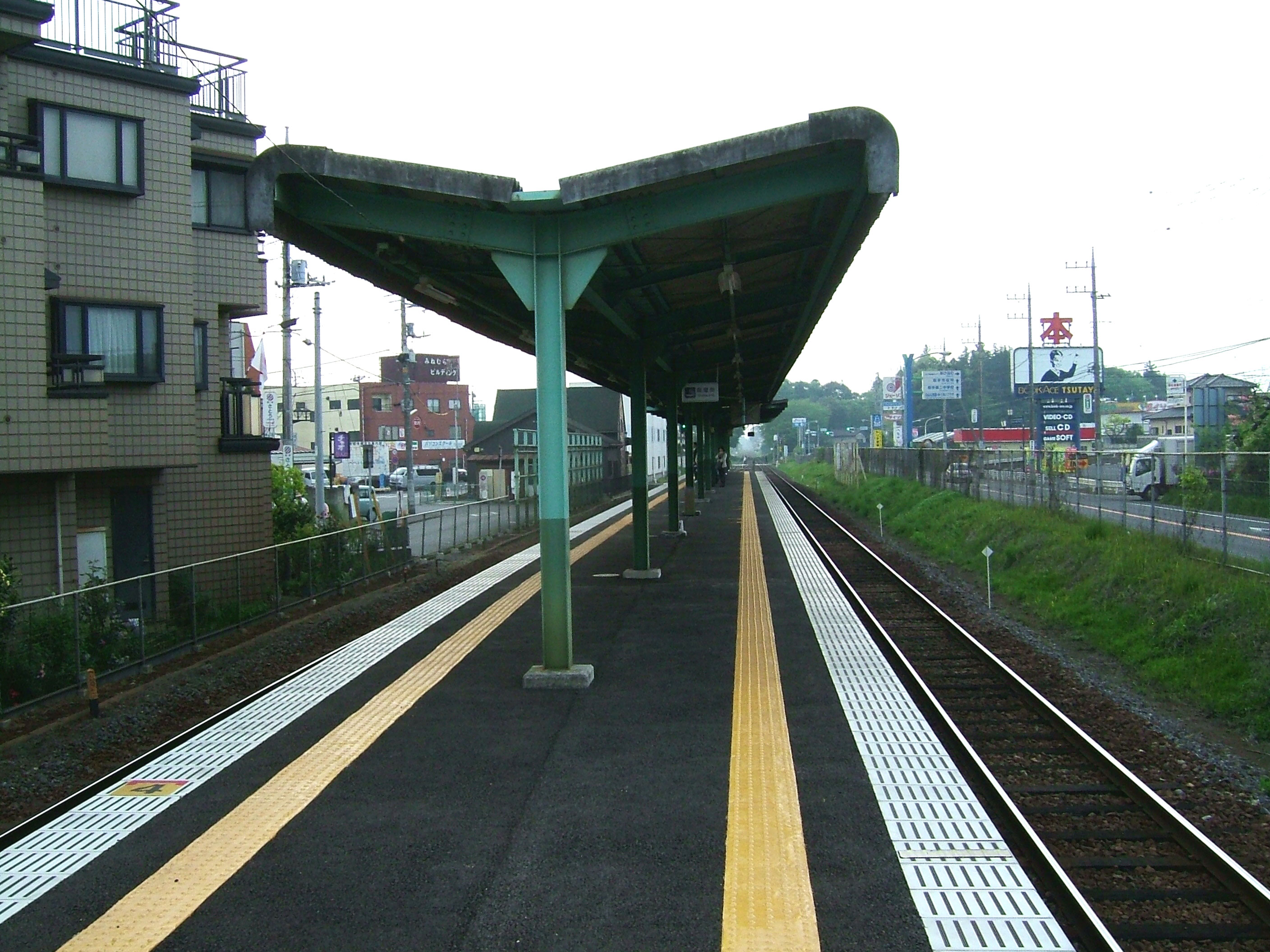
ホーム（2008年4月）

島式ホーム1面2線を有する地上駅。島式ホームの幅は比較的狭いほか、駅前も手狭である。
取手寄りに構内踏切がある。駅北側の新取手地区の開発に伴って開設された駅であるため、駅舎は小貝川方の北側にある。なお、国道294号線側の南側への出入口は設置されておらず、駅西側にある歩行者専用踏切などを利用し、大きく迂回する必要がある。

### のりば
| 乗り場 | 路線    | 方向 | 行先                   |
| ------ | ------- | ---- | ---------------------- |
| 1      | ■常総線 | 上り | 寺原・取手方面         |
| 2      | ■常総線 | 下り | 守谷・水海道・下館方面 |

## 当駅における運行形態
- 上り（寺原・取手方面）
  - 日中は概ね1時間に3本の普通列車（取手行）が停車する[8]。
- 下り（守谷・小絹・水海道・下妻・下館方面）
  - 日中は概ね1時間に3本の普通列車（水海道行、下館行）が停車する。一部列車は、下館行の列車でも水海道駅で乗り換えが必要な列車も設定されていて[注釈 1]、一部時間帯には守谷行と夜間には下妻行の列車も設定されている[8]。

## 利用状況
乗車人員は下表のとおりである。
| 年度   | 1日平均 乗車人員 | 1日平均 乗降人員 |
| ------ | ---------------- | ---------------- |
| 2009年 | 1,523            | 2.996            |
| 2010年 | 1,429            | 2,831            |
| 2011年 | 1,185            | 2,344            |
| 2012年 | 1,152            | 2,285            |
| 2013年 | 1,113            | 2,226            |
| 2014年 | 1,060            | 2,055            |
| 2015年 | 1,003            | 2,038            |
| 2016年 | 996              | 2,021            |
| 2017年 | 986              | 1,997            |
| 2018年 | 994              | 2,008            |
| 2019年 |                  | 1,985            |
| 2020年 |                  |                  |
| 2021年 |                  |                  |
| 2022年 |                  | 1,731            |

## 駅周辺
ロータリーではないが、車での乗降のできる駅前広場がある。駅北側の住宅地は東洋観光興業（現・ジェネラスコーポレーション）によって造成され、1981年（昭和56年）に住居表示実施により大字寺田から駅名である新取手に変更した。駅前には住宅街および新取手商店会（商店街）があり、飲食店や居酒屋が多い。国道294号方面から駅へは、大きく迂回して踏切を経由する。

### 北側（新取手）
商業地となっており、飲食店や居酒屋などが多い。
- 駅前広場
- 新取手商店会 - 多くの店舗が加盟する商店街。
- 取手寺田郵便局
- 筑波銀行 新取手支店（旧：関東つくば銀行）
- 予備校（一橋ゼミナール新取手校）

### 南側（寺田）
- とげぬき地蔵 - 毎月、旧暦の24日に縁日で賑わう。
  - 縁日はかつての賑いはないものの、現在も数件の出店等が並ぶ。
- 取手市立老人センターあけぼの
- ボウリング場（フジ取手ボウル）
- ジェーソン新取手店
- TSUTAYA 新取手店
- ミニストップ 新取手店

## バス路線
駅前左側に下記路線のバス停がある。
| 乗場                                       | 系統                         | 主要経由地                                             | 行先                 | 運行会社                           | 備考   |
| ------------------------------------------ | ---------------------------- | ------------------------------------------------------ | -------------------- | ---------------------------------- | ------ |
|                                            | [2]中央循環西ルート          | あけぼの・江戸川学園前・取手市役所                     | 取手ウェルネスプラザ | 取手市コミュニティバス（ことバス） |        |
| [3]西部ルート                              | 取手市役所                   |                                                        | 取手ウェルネスプラザ | 取手市コミュニティバス（ことバス） |        |
| [4]北部ルート                              | 取手市役所・西取手駅前       | JAとりで総合医療センター                               |                      | 取手市コミュニティバス（ことバス） |        |
|                                            | [3]西部ルート                | あけぼの・グリーンスポーツセンター・さくら荘・稲戸井駅 | 戸頭駅               | 取手市コミュニティバス（ことバス） | 1日2本 |
| あけぼの・グリーンスポーツセンター・桔梗塚 | [3]西部ルート                | 1日2本                                                 | 戸頭駅               | 取手市コミュニティバス（ことバス） |        |
| [4]北部ルート                              | さくら荘・山王局前・藤代庁舎 | 藤代駅北口                                             |                      | 取手市コミュニティバス（ことバス） |        |

## 隣の駅
関東鉄道
■常総線
■快速・■普通
寺原駅 - 新取手駅 - ゆめみ野駅

### 記事本文